# جين تيمبلين
جان تيمبلين (بالفرنسية: Jean Templin)‏ هو لاعب كرة قدم فرنسي من أصول بولندية، ولد 14 ديسمبر 1928، أمضى أفضل فترات مسيرته الكروية مع نادي ستاد ريمس. توفي في 23 نونبر 1980 بفاندوفر.